# Sojuz TMA-09M
Sojuz TMA-09M è stato un volo spaziale verso la Stazione Spaziale Internazionale (ISS) e parte del programma Sojuz. Trasportò i membri della Expedition 36 e fu il 118º volo con equipaggio della navetta Sojuz dal primo volo avvenuto nel 1967. L'equipaggio è partito il 28 maggio 2013 dal Cosmodromo di Baikonur, Kazakistan.

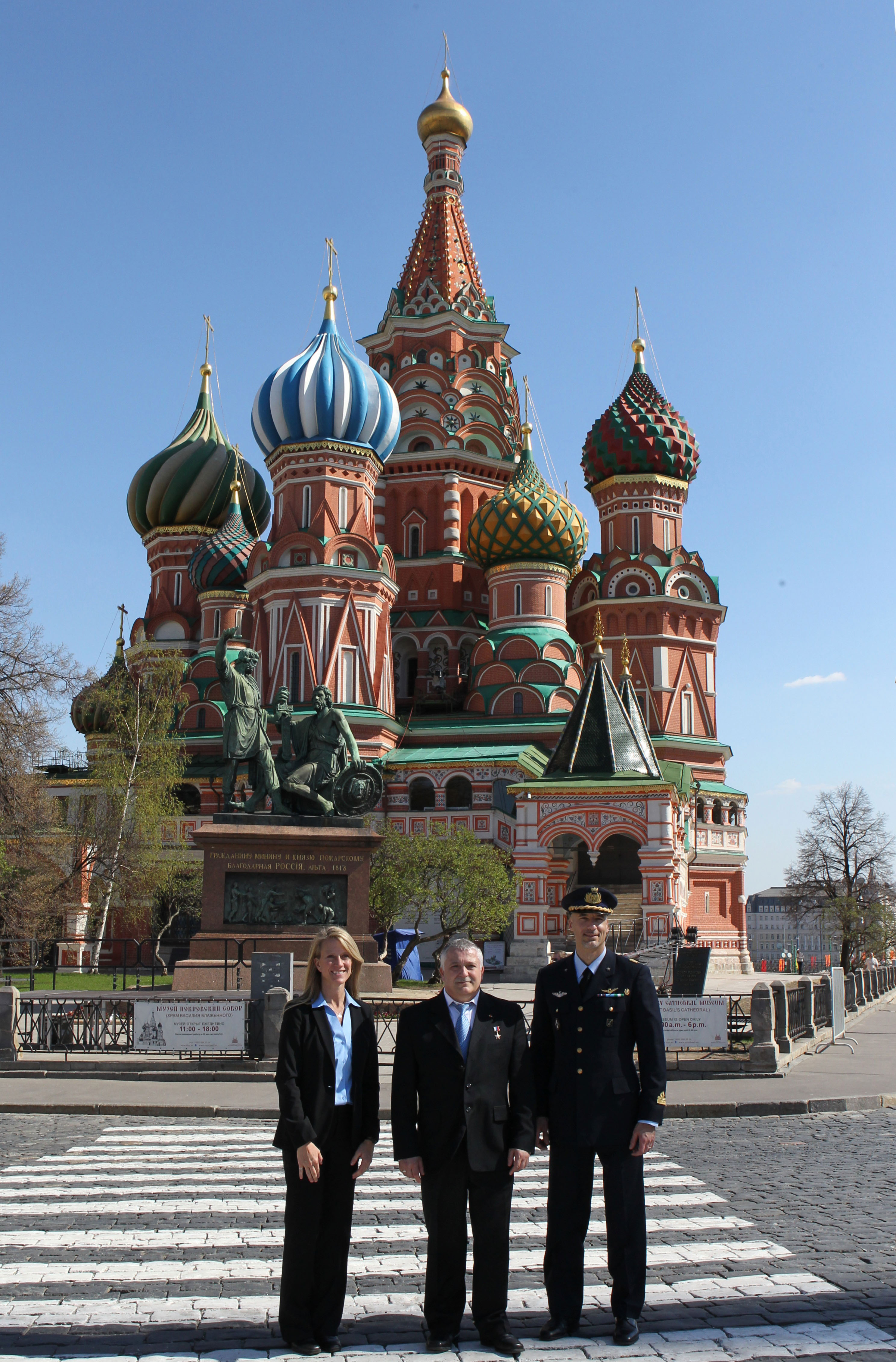
Equipaggio del Sojuz TMA-09M di fronte alla Cattedrale di San Basilio a Mosca l'8 maggio 2013

## Equipaggio
| Ruolo               | Equipaggio                                    | Equipaggio                                    |
| ------------------- | --------------------------------------------- | --------------------------------------------- |
| Comandante          | Fëdor Jurčichin Expedition 36 Quarto volo     | Fëdor Jurčichin Expedition 36 Quarto volo     |
| Ingegnere di volo 1 | Luca Parmitano, ESA Expedition 36 Primo volo  | Luca Parmitano, ESA Expedition 36 Primo volo  |
| Ingegnere di volo 2 | Karen Nyberg, NASA Expedition 36 Secondo volo | Karen Nyberg, NASA Expedition 36 Secondo volo |

### Equipaggio di riserva
| Ruolo               | Equipaggio                | Equipaggio                |
| ------------------- | ------------------------- | ------------------------- |
| Comandante          | Michail Tjurin, Roscosmos | Michail Tjurin, Roscosmos |
| Ingegnere di volo 1 | Richard Mastracchio, NASA | Richard Mastracchio, NASA |
| Ingegnere di volo 2 | Koichi Wakata, JAXA       | Koichi Wakata, JAXA       |